# Mahdia
Mahdia (arabisch المهدية, DMG al-Mahdiyya) ist eine tunesische Stadt mit 51.803 Einwohnern, sie liegt südöstlich von Monastir, nördlich von Chebba und nordöstlich von El Djem an der Küste des Mittelmeers.
Mahdia ist ein tunesisches Provinzzentrum nördlich von Sfax. Es hat einen bedeutenden Fischereihafen und angeschlossene Industrie zur Verarbeitung von Fisch. Das Gouvernement Mahdia hat eine Fläche von 2966 km² mit einer Bevölkerung von etwa 380.000 Einwohnern.

## Geschichte
Die Stadt wurde  unter dem Kalifen Abdallah al-Mahdi als Hauptstadt des Fatimidenreichs im Jahr 921 gegründet. Mahdia wurde die Hauptstadt von Ifrīqiya und im Jahr 1087 von Schiffen aus Genua und Pisa angegriffen. Aus dem 10. und 11. Jahrhundert sind noch einige Gebäude erhalten.
Im Jahr 1390 wurde die Stadt Ziel eines Kreuzzugs. Mahdia war Basis muslimischer Korsaren und wurde von einem franko-genuesischen Kreuzfahrerheer erfolglos belagert.
Im Zentrum der Halbinsel von Mahdia befindet sich die Festung Al Borj Al Kebir (arabisch البرج الكبير al-burdsch al-kabīr, DMG al-burǧ al-kabīr ‚der große Turm‘). Sie wurde 1595 unter türkischer Besetzung von Abdallah Muhammad Pascha zur Verteidigung gegen die Spanier erbaut.
Im Jahr 1907 wurde vor der Küste ein antikes Schiffswrack entdeckt.

## Verkehr
Die SNCFT betreibt eine Nahverkehrsbahn, die sogenannte Métro du Sahel. Die Schmalspurbahn verbindet Mahdia über Monastir mit Sousse. Der Bahnhof liegt südlich der Altstadt.
Mahdia kann vom Flughafen Monastir und vom Flughafen Enfidha-Hammamet erreicht werden.

## Partnerschaften
Partnerstadt von Mahdia ist die italienische Gemeinde Mazara Del Vallo auf Sizilien. Kooperationen gibt es mit Saint-Nazaire im französischen Département Loire-Atlantique, mit Aveiro (Portugal) und mit dem französischen Département Haute-Savoie.

## In Mahdia geboren
- Rachid Sfar (1933–2023), Politiker
- Youssef Rzouga (* 1957), Dichter
- Fahed Dermech (* 1966), Fußballspieler
- Mouna Chebbah (* 1982), Handballspielerin
- Marouan Chouiref (* 1990), Handballspieler
- Mohamed Jilani Maaref (* 1991), Handballspieler